# Gobio feraeensis
Gobio feraeensis är en fiskart som beskrevs av Stephanidis, 1973. Gobio feraeensis ingår i släktet Gobio och familjen karpfiskar. IUCN kategoriserar arten globalt som sårbar. Inga underarter finns listade i Catalogue of Life.